# Primer gobierno de Carlos Andrés Pérez
Carlos Andrés Pérez asumió la presidencia de Venezuela el 12 de marzo de 1974, tras ganar las elecciones de 1973 como candidato de Acción Democrática, con el 48,7 % de los votos. Su primer mandato (1974-1979) estuvo marcado por el auge económico derivado del aumento de los precios del petróleo tras la crisis de 1973, lo que permitió un incremento significativo de los ingresos del Estado. Pérez nacionalizó la industria del hierro (1976) y del petróleo (1976), creando Petróleos de Venezuela (PDVSA). Implementó políticas socialdemócratas, como el Programa de Becas Gran Mariscal de Ayacucho para estudios en el extranjero, la creación de la Biblioteca Ayacucho y medidas de protección ambiental, recibiendo el Premio Earth Care en 1975.
Su gobierno contó con mayoría absoluta en el Congreso y promovió un ambicioso plan de inversión en infraestructura, industria y bienestar social, financiado por los ingresos petroleros. Sin embargo, enfrentó críticas por despilfarro, corrupción y una economía dependiente del petróleo, lo que profundizó el «mal holandés». A pesar de un crecimiento económico, el PIB per cápita creció solo un 0,27 % anual, con una inflación promedio del 8,2 % y un desempleo del 5,88 %. Su gestión también estuvo marcada por controversias, como la represión de movimientos de izquierda y denuncias de desapariciones forzadas por el Comité en Defensa de los Derechos Humanos (CDDH).
El Caso Sierra Nevada, un escándalo de corrupción, giró en torno a la compra del buque frigorífico Sierra Nevada en 1977, con un sobreprecio de 8 millones de dólares, adquirido por la Corporación Venezolana de Fomento por 20 millones de dólares frente a un valor real de 11,9 millones.
El mandato culminó con un desgaste político, llevando a la derrota adeca en 1978, cuando Luis Herrera Campíns, candidato de Copei, asumió la presidencia, señalando que heredaba «un país hipotecado».

## Antecedentes
En 1973, Carlos Andrés Pérez fue postulado a la presidencia por Acción Democrática. Se desarrolló una polémica campaña electoral, «ese hombre sí camina» y fue uno de los primeros en utilizar los servicios de gurús de la publicidad y asesores políticos estadounidenses en la historia del país.
Durante el período previo a las elecciones, visitó a pie gran cantidad de pueblos y ciudades de Venezuela. Fue elegido en diciembre de ese año, recibiendo el 48,7% de los votos frente al 36,7% de su principal rival. La participación en estas elecciones alcanzó un 97% sin precedentes de todos los votantes elegibles, un nivel que no se ha alcanzado desde entonces.
Mucha gente se mostró escéptica de que los venezolanos eligieran a una figura tan controvertida como Pérez, pero cuando se conocieron los resultados mostraron que había obtenido una clara victoria, pero, lo que era aún más importante, AD tenía la mayoría absoluta en el Congreso. El atractivo de Pérez no era solo para los pobres, sino también para la élite y la clase media, ya que se informó ampliamente en los círculos políticos y los medios de comunicación que su asesor político Diego Arria creó su imagen pública como un hombre a la medida y, en general, renovó su "imagen".[cita requerida]

## Política nacional

### Política de defensa
En 1978 se aprobó la Ley de Conscripción y Alistamiento Militar, donde se fijaron todas las pautas para prestar el servicio y los castigos para los que lo evadían. La ley establecía que todos los venezolanos de entre 18 y 50 años debían inscribirse obligatoriamente ante el registro militar y en caso de no presentarse podrían ser sometidos a multas y arresto. Aquellos que no cumplían con el servicio no podrían ser aceptados en centros educativos, optar a licencias de conducir ni licencias para abrir establecimientos comerciales.

### Política energética

#### Nacionalización del petróleo y el hierro
En 1975 se nacionaliza la industria del hierro y al siguiente año, la industria del petróleo, creando la empresa Petróleos de Venezuela, S.A. (PDVSA). Eventos internacionales, incluida la guerra de Yom Kippur de 1973, contribuyeron al drástico aumento en los precios del petróleo que llevaron a una bonanza económica para el país justo cuando Pérez comenzó su mandato.

### Política económica
Pérez proclamó que la riqueza petrolera no se despilfarraría y fundó un enorme fondo de "inversiones productivas". Ante la abundancia de ingresos provenientes del petróleo Carlos Andrés Pérez expreso que iba a: 
"Administrar la abundancia con criterio de escasez". 
Este fondo se agotó muy rápidamente. El Congreso había entregado su poder de control fiscal, una de las bases históricas de la democracia con una Ley habilitante que le permitía «dictar medidas extraordinarias en materia económica y financiera».
Sus políticas, la inversión en grandes proyectos industriales estatales para la producción de aluminio y energía hidroeléctrica, mejoras de infraestructura como el aumento de la capacidad de la Siderúrgica del Orinoco y el financiamiento de programas de asistencia social y becas, fueron extremadamente ambiciosas e involucraron a gobiernos masivos gastos, por una suma de casi $ 53 mil millones. Pérez encargó un informe sobre gobierno, que fue elaborado y realizado por Arnoldo Gabaldón. Contenía un modelo para una mayor expansión burocrática a gran escala. El propio Gabaldón fue nombrado para un superministerio, que combinaba obras públicas y comunicaciones. 
Después de haber pasado por un "superávit" para inversiones, empezó a sacar préstamos y no pequeños sino considerables. Pérez "estatizó" la economía venezolana a tal grado que la carga de trámites para abrir un negocio era tan pesada que se creó una rama de servicios llamada "permisología" (más o menos, la "ciencia" de los permisos), a la que debían recurrir los empresarios como algo natural si querían obtener la aprobación burocrática necesaria. La permisología no estaba destinada a disuadir a los extranjeros y era más onerosa para los pequeños empresarios venezolanos que para cualquier otro sector económico. 

#### Bonanza petrolera

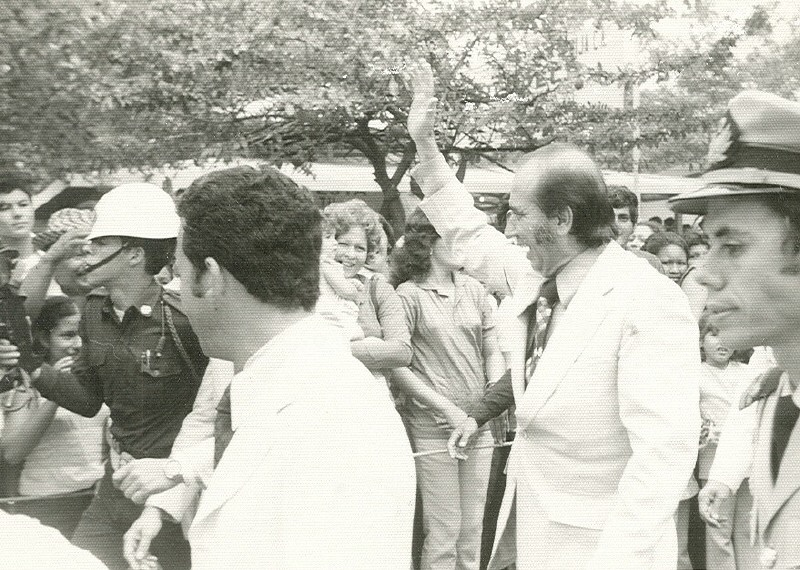
Carlos Andrés Pérez durante su primer mandato.

Casi cualquier persona en Venezuela con un mínimo de iniciativa podía ir a Miami y traer una maleta llena de productos que se vendían a los clientes, generalmente amigos o vecinos. Incluso los cuartos de los sirvientes estaban en la red de esta economía informal de importación. En Miami, los venezolanos se hicieron conocidos como los "dame dos" (debido a una expresión popular entre los venezolanos, la del "Ta' barato, dame dos"). El gobierno de Carlos Andrés Pérez tuvo un índice de pobreza promedio del 13%, esta época es recordada como la "Venezuela Saudita". En este período, salieron importantes capitales de Venezuela, especialmente en los últimos años.

#### Indicadores económicos
El PIB per cápita de la economía creció en promedio 0,27% anual. Por su parte, la tasa de desempleo promedio fue 5,88 %, mientras que el promedio de la inflación anual llegó a alcanzar 8,2 %. Además, el índice de pobreza creció 5 puntos con respecto al período democrático anterior y se mantuvo en 14,08 puntos en promedio, aunque para el final del período el índice de pobreza había bajado a 11,67. El 4 de junio de 1974 es fijado un salario mínimo nacional de 15 bolívares por jornada diaria de trabajo, alrededor de unos 104,65 dólares para la época

#### Rentismo petrolero
Según los economistas Ricardo Hausmann y Francisco Rodríguez, en este período comenzó a bajar el PIB per cápita no petrolero del venezolano, iniciando un periodo de Mal holandés, fenómeno económico que se mantiene en la actualidad. Para 1979, incluso la sustitución de importaciones en la industria automotriz se anuló cuando Pérez comenzó a importar Dodge Darts y venderlos a precios subsidiados.[cita requerida]

### Política legislativa

Composición de la Cámara de Diputados (1973-1978).

Composición del Senado (1973-1978): de gris el partido Acción Democrática (AD).

A nivel legislativo, CAP contó con la mayoría absoluta en el Congreso Nacional con su partido Acción Democrática (AD).

### Política en educación
Durante el gobierno de Carlos Andrés Pérez se crearon la Biblioteca Ayacucho y el Programa Gran Mariscal de Ayacucho. Al mismo tiempo se creó Sistema Nacional de Orquestas y Coros Juveniles e Infantiles de Venezuela bajo la iniciativa y el liderazgo del músico venezolano José Antonio Abreu.

### Política medioambiental
El 16 de junio de 1976 se promovió la Ley Orgánica del Ambiente para la conservación y defensa del medioambiente, donde se creaba el Consejo Nacional del Ambiente. En diciembre de 1977 se creó el Ministerio del Ambiente y de los Recursos Naturales Renovables (MARNR) para «garantizar una mejor calidad de vida, mediante la gestión ambiental transversal, rectora, ejecutora y normativa, del uso y conservación de los recursos naturales promoviendo la participación de la sociedad para lograr el desarrollo sostenible». Este ministerio fue el primero dedicado a esto en la historia de América Latina y estuvo dirigido por el entonces ministro de Obras Públicas, Arnoldo José Gabaldón.

### Política en seguridad

#### Secuestro de William Niehous
William Niehous fue empresario estadounidense secuestrado por guerrilleros de extrema izquierda. Su secuestro es el más largo en la historia venezolana, con 3 años y 4 meses de duración. El gobierno de Carlos Andrés Pérez se movilizo rápidamente en su rescate. Hubo algunas controversias en el caso, RCTV fue cerrado por 3 días debido a la revelación de informaciones exclusivas sobre el secuestro. El fundador de la Liga Socialista, Jorge Antonio Rodríguez, fue detenido por agentes de la DISIP, por la sospecha de estar involucrado en el secuestro; Jorge Antonio Rodríguez fue torturado y murió el 25 de julio de ese año de un infarto. El diputado Salom Mesa también fue señalado de estar implicado en el secuestro, por lo que se le allanó su inmunidad parlamentaria, y fue encarcelado durante 2 años en el Cuartel San Carlos. William Niehous fue rescatado por la policía en un rancho cerca de Ciudad Bolívar en 1979.

### Política en derechos humanos
Durante el primer gobierno de Pérez la organización no gubernamental Comité en Defensa de los Derechos Humanos (CDDH) denunció casos de desaparición forzada, así como los reclamos de los familiares en búsqueda de los cuerpos. El CDDH también denunció el acoso, persecución y detenciones realizada en contra de dirigentes obreros, estudiantiles y activistas vinculados con algunos grupos de izquierda.
En 1975 tras la fuga de un grupo de presos del cuartel San Carlos, se producen cerca de 200 detenidos supuestamente involucrados en la fuga. Posteriormente algunos fueron liberados al demostrarse que no participaron en el hecho. El CDDH denunció los malos tratos que recibieron los detenidos y la prohibición de recibir visitas familiares.
Ese mismo año ocurre el asesinato de nueve jóvenes en una pensión, el caso fue conocido como la masacre de Valencia.Ante el aumento de casos de detenciones arbitrarias y ejecuciones extrajudiciales cometidos por la PTJ, el CDDH solicitó la derogación de la Ley de Vagos y Maleantes y la eliminación de un plan para combatir la delincuencia conocido como el plan Navidad.
En 1976 muere el guerrillero y dirigente del partido Bandera Roja Tito González Heredia por las heridas que sufrió en un supuesto enfrentamiento con funcionarios de la DISIP. Mientras era atendido en un hospital se le extrajo una bala de la cabeza lo que provocó especulaciones de una posible ejecución.La muerte de González Heredia aunado a denuncias previas de violaciones de derechos humanos llevó a que la organización CDDH presentara una denuncia en la fiscalía contra los directores de la DISIP y la PTJ, aunque esta no prosperó.

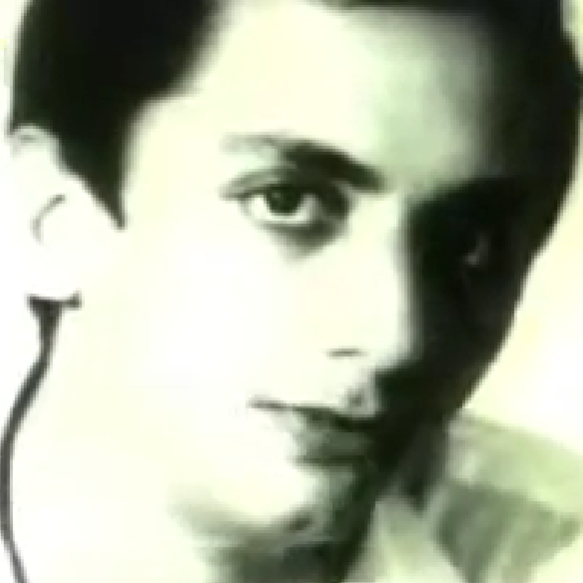
Jorge Rodríguez, fundador de la Liga Socialista, fue torturado y asesinado por agentes de la DISIP en 1976.

Luego de la muerte del dirigente Jorge Rodríguez debido a las torturas que sufrió tras su detención, la Comisión de Derechos Humanos y Garantías Constitucionales del congreso instó a que se interrogara al exdirector de la DISIP y el presidente Carlos Andrés Pérez definió su asesinato como «incalificable e injustificable». En 1978 los responsables de la muerte fueron detenidos.
El 27 de agosto de 1975 el director de la Dirección de Inteligencia Nacional chilena (DINA) Manuel Contreras sostuvo un encuentro con el cubano Rafael Rivas Vázquez, director del organismo de inteligencia venezolano DISIP. Según una investigación del periodista John Dinges, en el encuentro se trató de buscar la colaboración de Venezuela con el Plan Cóndor, un programa de cooperación entre dictaduras sudamericanas para atrapar y desaparecer disidentes políticos.
Algunos de estos disidentes se encontraban refugiados en Venezuela y se tenía interés por capturarlos, pero el acuerdo no se logró debido a la oposición del presidente Pérez.
El gobierno le otorgó asilo a varios perseguidos políticos por regímenes dictatoriales. En 1976 tras la instauración de un régimen dictatorial en Argentina, varios activistas y organizaciones muestran su solidaridad con los perseguidos. Ese año con la participación del diputado venezolano Orestes Di Giacomo y varios activistas se creó el Comité Venezolano de Solidaridad con el Pueblo Argentino (CVSPA) encargado de realizar denuncias sobre las violaciones a los derechos humanos y brindar apoyo a los refugiados.

### Política en infraestructura
Durante su gobierno se retrasó la construcción del Metro de Caracas bajo tierra.[cita requerida]

## Política exterior

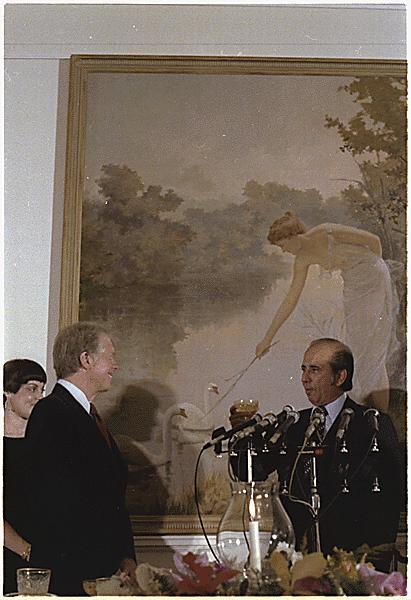
CAP con el presidente estadounidense Jimmy Carter en 1978

En el ámbito internacional Carlos Andrés Pérez rompió con la Doctrina Betancourt y negoció un tratado con la Unión Soviética que pedía que la URSS suministrara petróleo al mercado español de Venezuela a cambio de que Venezuela abasteciera al mercado soviético en Cuba. El 28 de junio de 1974 Venezuela rompió relaciones diplomáticas con la República de China en favor de la República Popular China. Carlos Andrés Pérez también desempeñó un papel crucial en la finalización del acuerdo para la transferencia del Canal de Panamá del control estadounidense al panameño y mantuvo buenas relaciones con el dictador rumano Nicolae Ceaușescu.
En 1975, con el presidente mexicano Luis Echeverría, fundó el SELA, el Sistema Económico Latinoamericano, creado para fomentar la cooperación económica y el intercambio científico entre las naciones de América Latina. También apoyó el proceso de democratización en España, ya que trajo a Felipe González, que vivía en el exilio, de regreso a España en un vuelo privado y fortaleció así al Partido Socialista Obrero Español. En 1976 se convirtió en el vicepresidente de la Internacional Socialista.  Ese mismo año rompe relaciones diplomáticas con Uruguay por la detención por parte del gobierno militar de la maestra y militante política Elena Quinteros, quien pedía en la embajada venezolana asilo político. En 1978, firmó un tratado limítrofe con Estados Unidos y otro con los Países Bajos. 

## Corrupción
La corrupción subió de manera incalculable, e incluso hubo un caso en que Venezuela compró un buque frigorífico de carne llamado Sierra Nevada, que fue fondeado para almacenar parte de la inmensa cantidad de importaciones que se manejaban. La tarifa del comisionado aquí era bien conocida, así como su destinatario, que ni siquiera fue juzgado. Se compraron transbordadores en Escandinavia para rutas entre Venezuela y los puertos francos holandeses en alta mar. Sus ventanas no se podían abrir y no estaban equipados para el calor venezolano. En un día cualquiera, se podían ver decenas de barcos haciendo cola para descargar en todos los puertos venezolanos, lo que significaba que los cargos por sobreestadía eran enormes y obviamente se trasladaban a los consumidores. Hubo denuncias de corrupción y tráfico de influencias, muchas veces involucrando a miembros del círculo íntimo de Pérez, como su amante Cecilia Matos, o financieros y empresarios que donaron a su campaña conocida como «los Doce Apóstoles». Los sindicatos controlados por AD respaldaron sólidamente a Pérez y fueron ampliamente denunciados por corrupción.

## Repercusión histórica
Hacia el final de su primer mandato, la reputación de Pérez se vio empañada por acusaciones de gasto público excesivo y desordenado. A menudo se hacía referencia a su administración como la Venezuela Saudita por sus ambiciones grandiosas y extravagantes. Una ruptura bien publicitada con su exmentor Rómulo Betancourt y miembros descontentos de AD apuntaban al desvanecimiento de la posición política de Pérez. Para las elecciones de 1978, muchos ciudadanos tenían la sensación de que la entrada de petrodólares después de 1973 no se había gestionado adecuadamente. El país importaba el 80% de todos los alimentos consumidos.[cita requerida] La producción agrícola estaba estancada. La deuda nacional se había disparado. Y aunque el ingreso per cápita había aumentado y la prosperidad era evidente en Caracas y otras ciudades importantes, el país también era más caro y una minoría significativa de venezolanos seguía sumida en la pobreza.
Este malestar provocó la derrota de AD en las urnas por parte del opositor del partido socialcristiano COPEI. El nuevo presidente electo, Luis Herrera Campíns, dijo en su discurso inaugural que estaba «heredando un país hipotecado». No obstante, el recuerdo del primer mandato de CAP resultó lo suficientemente poderoso y positivo en su campaña electoral de 1988 para ganarle un segundo mandato, lo que resultó en el segundo gobierno de Carlos Andrés Pérez.